# Kawas
Kawas – wieś w Syrii, w muhafazie Aleppo. W 2004 roku liczyła 1688 mieszkańców.